# 池内光久
池内 光久（いけうち みつひさ、1937年 - ）は、日本の危機管理スペシャリスト。日本カナダ検定協会副理事長。
PCRM研究所代表、認定危機管理士、損害保険事業総合研究所講師、明治大学講師。

## 略歴
一橋大学経済学部卒、中央大学法学部専攻科修了、東京海上火災保険（株）ロサンゼルス・トロント首席駐在員・現法役員、マーシュ・ジャパン（株）、ニューインディア保険会社、共立IBJ（株）勤務の経験がある。

## 著書
キャプティブと日本企業 リスク・マネジメントの強化にむけて（杉野文俊・前田祐治と共著／2013年 保険毎日新聞社）